# Achaimenes (Satrap)
Achaimenes (griech: Ἀχαιμένης [Achaiménes]) war ein persischer Prinz aus der Dynastie der Achämeniden.

## Leben
Nach Herodot war Achaimenes, benannt nach dem Dynastiegründer Achaimenes, ein Sohn des Großkönigs Dareios I. und dessen Frau Atossa, womit er ein Bruder des späteren Großkönigs Xerxes I. war. Laut Ktesias aber war er ein Sohn des Xerxes I. und dessen Frau Amestris und damit ein Bruder des Artaxerxes I.
Nachdem Xerxes 484 v. Chr. Ägypten erobert hatte, setzte er dort Achaimenes als seinen Statthalter (Satrap) ein, um den Aufstand der Ägypter nach dem Tod Kambyses’ II. zu beenden. Dies tat er 484 v. Chr. und beherrschte danach Ägypten unter strenger Führung.
Achaimenes nahm an den Perserkriegen unter der Leitung Xerxes’ I. teil und war Führer der ägyptischen Flotte. Nach der Schlacht bei den Thermopylen soll der ehemalige spartanische König Demaratos dem Großkönig empfohlen haben, 300 Schiffe nach Lakonien zu schicken, um die Spartaner von der Unterstützung der Athener abzulenken. Achaimenes soll diese Argumentation widerlegt und den Großkönig geraten haben, Land- und Seeheer parallel ziehen zu lassen, damit diese sich gegenseitig unterstützen können. Dies tat Xerxes dann auch. Achaimenes starb mit seinem kompletten Heer in Papremis, in der Nähe des heutigen Port Said, bei einer Schlacht im Jahre 463 v. Chr. mit dem revoltierenden Inaros II., einem libyschen Fürsten.